# Hybroma servulella
Hybroma servulella är en fjärilsart som beskrevs av James Brackenridge Clemens 1862. Hybroma servulella ingår i släktet Hybroma och familjen äkta malar. Inga underarter finns listade i Catalogue of Life.